# Calea Crucii și a Dragonului
"Calea Crucii și a Dragonului" (titlu original "The Way of Cross and Dragon") este o povestire science fiction scrisă de George R. R. Martin. Acțiunea ei se petrece în viitorul îndepărtat și povestește despre un preot al Unicii Biserici Catolice Adevărate Interstelare a Pământului și a Celor O Mie de Lumi (similară din punct de vedere ierarhic Bisericii Romano-Catolice) care investighează o sectă care îl venerează pe Iuda Iscarioteanul. Povestirea prezintă natura și limitele credinței religioase.
Povestirea a apărut pentru prima dată în numărul din iunie 1979 al revistei Omni.

## Intriga
Damien Har Veris, un preot versat în rezolvarea eficientă a disputelor eretice, este desemnat Cavaler Inchizitor de către arhiepiscopul său extraterestru și trimis să se ocupe de o sectă care l-a sanctificat pe Iuda Iscarioteanul.
Secta urmează învățăturile unui text religios, Calea Crucii și a Dragonului, care descrie viața Iscarioteanului, revizuind locul său în cadrul creștinismului. Textul povestește modul în care Iscarioteanul, fiu al unei prostituate, stăpânește magia neagră și devine stăpânul dragonilor și conducătorul unui imperiu întins. După ce îl torturează și îl mutilează pe Hristos, el se căiește și renunță la imperiul său, devenind Picioarele Domnului, primul și cel mai iubit dintre cei doisprezece apostoli. Revenit din pelerinajul său prozelitist, Iuda îl găsește pe Iisus răstignit; înfuriat, distruge imperiul care se forma și îl ucide pe Sf. Petru pentru că s-a lepădat de Hristos, descoperind prea târziu miracolul Învierii. Respingând violența lui Iuda, Hristos îl readuce la viață pe Sf. Petru și îi încredințează cheile împărăției. Ulterior, Sf. Petru ascunde adevărul legat de Iuda, transformând numele său în trădătorul cunoscut din Biblie. Căutând ispășirea faptelor sale violente, Iuda devine, timp de o mie de ani, Jidovul Rătăcitor, înainte de a i se alătura din nou Hristosului în Împărăția lui Dumnezeu.    
Parcurgând textul, Har Veris descoperă că este atras de imaginația acestuia, găsind-o mai intersantă decât majoritatea celorlalte erezii apărute din dorința de putere și bani. Sosit pe planeta de origine a ereziei, Har Veris se confruntă cu Lukyan Judasson, creatorul Căii Crucii și a Dragonului, descoperind astfel o conspirație de Mincinoși nihiliști, care consideră Adevărul ca fiind entropie și disperare și caută să ușureze și să înfrumusețeze sensul vieții celorlalți prin crearea de credințe atent construite. Ei au perpetuat acest cult al lui Iuda alături de altele și vor ca Har Veris să li se alăture. În ciuda faptului că propria credință se clatină, acesta refuză să renunțe la urmarea adevărului. În urma refuzului său, Judasson vrea să îl reducă la tăcere, dar este oprit de superiorul său, un mutant cu puteri psi.
În continuare, Har Veris folosește manipularea politică și terorizarea maselor pentru a distruge încrederea în sectă, rezolvând cazul care i-a fost desemnat. Recunoscând în fața superiorului său pierderea credinței, i se cere să își continue rolul de inchizitor. Preotul acceptă și, în acel moment, își dă seama că mutantul a văzut adevărul în el: Har Veris este și el parte a consiprației Mincinoșilor, câtă vreme predică un sistem în care nu mai crede.

## Vezi și
- Sci-Fi Magazin, nr. 10 (iulie 2008)
- 1979 în științifico-fantastic